# مثبط كيناز التيروسين

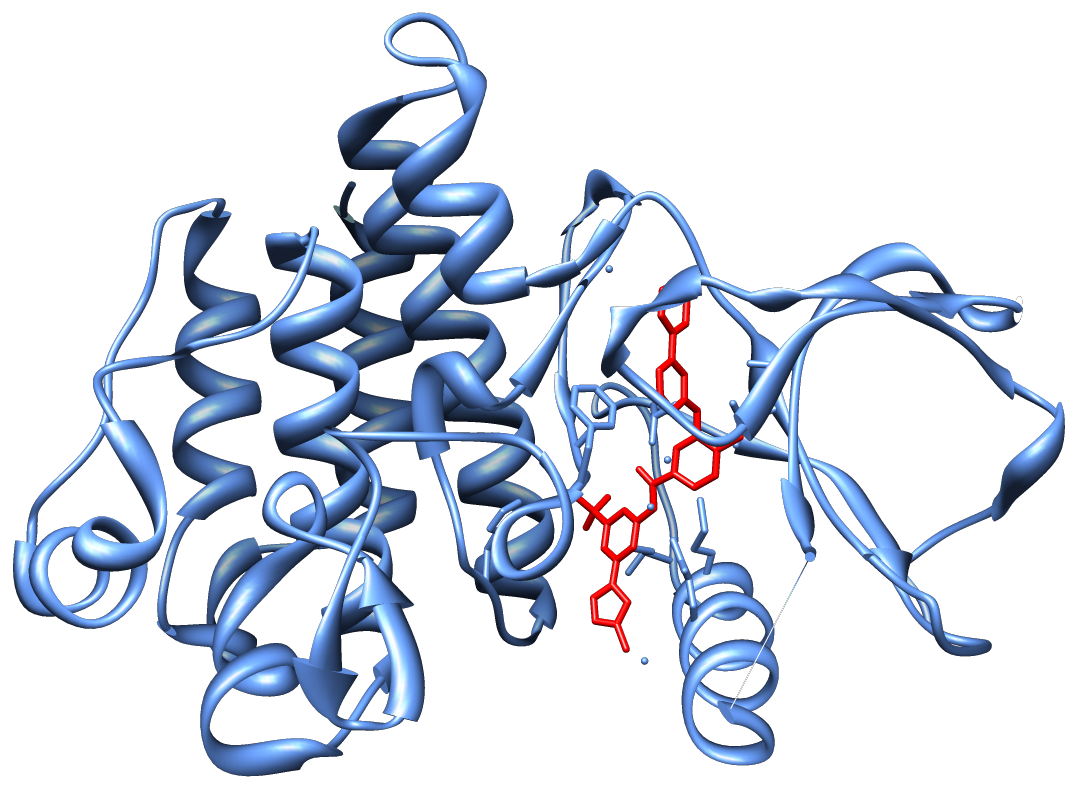
التركيب البلوري للجيل الثاني من مثبطات التيروسين كيناز

مثبط كيناز التيروسين (بالإنجليزية: Tyrosine-kinase inhibitor)‏ هو دواء يمنع التيروسين كيناز الذي يعتبر أحد إنزيم المسؤولة عن تفعيل العديد من البروتينات بواسطة أجهزة توصيل الإشارة. تشتمل مجموعة علاجات مثبطات التيروسين كيناز على عدد مختلف من الأدوية الي تستخدم لعلاج عدد من أمراض الدم والأورام، مجموعة علاجات لمرض ابيضاض الدم النقوي المزمن (بالإنجليزية: Chronic myeloid leukemia)‏ ومن أشهرها إيماتينب (بالإنجليزية: Imatinab)‏.

## اقرأ أيضاً
- تيروسين كيناز